# 白永红
白永红（1975年3月—），山西省天镇县人，汉族，女性，大同市天镇县邮政局西门外储蓄所所长、第十二届全国人民代表大会山西地区代表。
白永红毕业于天镇一中。她1998年进入邮政系统，早年担任邮政储蓄营业员，后升任大同市天镇县邮政局西门外储蓄所所长。2013年，被选为全国人大代表。